# Doctrina Reagan

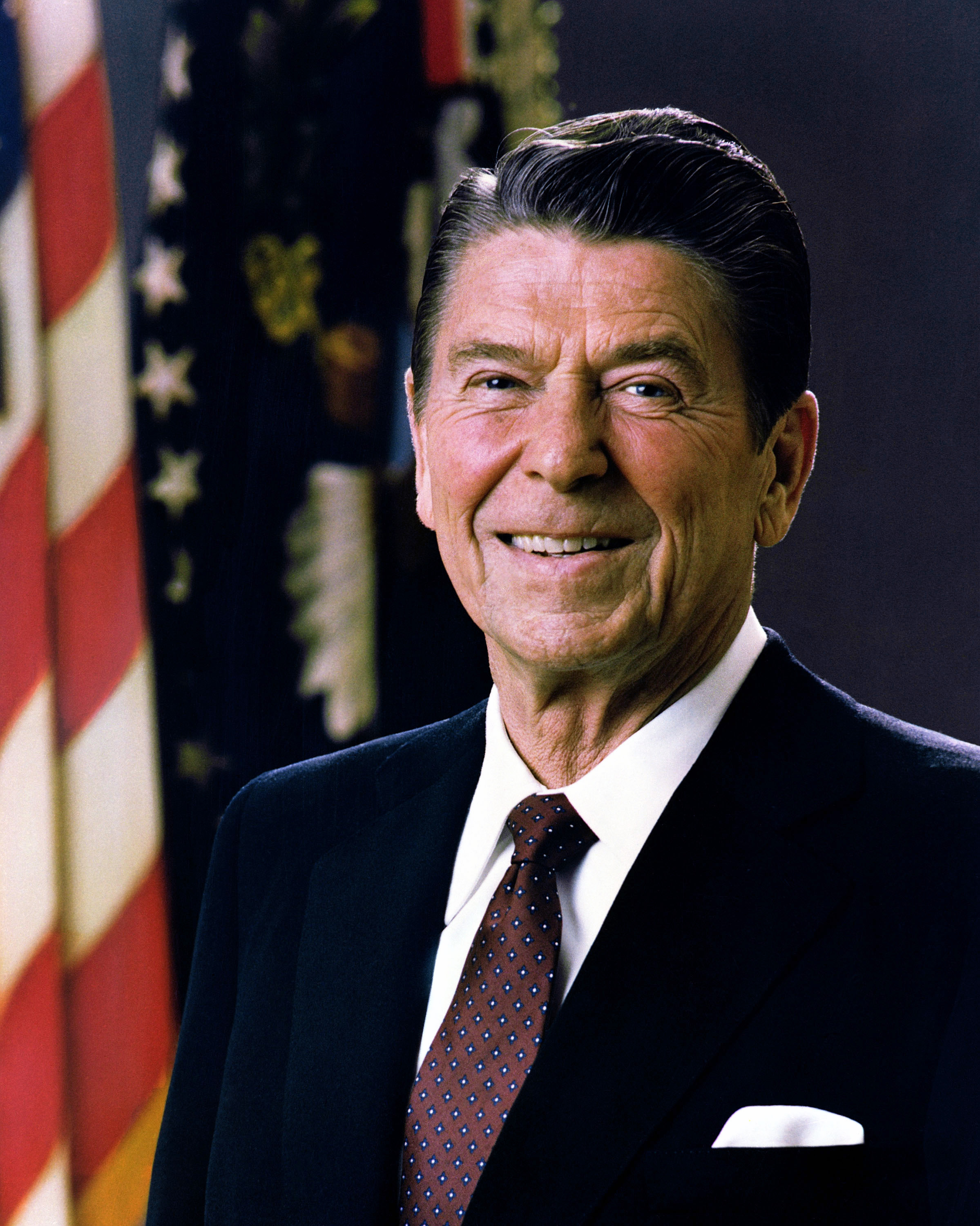
El ex presidente de los Estados Unidos Ronald Reagan

La Doctrina Reagan o el reaganismo fue una doctrina de política exterior creada por Ronald Reagan e implementada por los Estados Unidos bajo la presidencia de Ronald Reagan para combatir la influencia mundial ejercida por la Unión Soviética durante los años finales de la Guerra fría. Esta doctrina supuso la piedra angular de la política exterior de los Estados Unidos desde los primeros años de la década de 1980 hasta el final de la Guerra fría en 1991.
Durante este período y como consecuencia de esta idea diplomática, el gobierno estadounidense proveyó, tanto abierta como clandestinamente, ayuda a guerrillas anticomunistas y grupos insurgentes en un esfuerzo para derrocar del poder a gobiernos que apoyaban a la Unión Soviética en África, Asia y Latinoamérica. Además de buscar disminuir la influencia soviética en estas regiones, el objetivo era potenciar el establecimiento de sistemas políticos y económicos orientados al capitalismo, dado que en numerosos casos, los países de estas regiones habían sido durante mucho tiempo gobernadas por partidos de ideología socialista.